# Sunta
Sunta, también conocido como Bentor I,[cita requerida] fue un legendario mencey de los guanches, del linaje de Betzenuriga, que gobernó sobre la isla de Tenerife entre el siglo XIV y el siglo XV según las estimaciones, siendo el penúltimo mencey absoluto de toda la isla.

## Biografía
Según la leyenda recogida por el médico e historiador Juan Bethencourt Alfonso, Sunta era hijo del mencey Titañe, a quien le disputaron el trono sus hermanos. Ante tal panorama, Sunta fue preparado por su padre para hacer frente a la deslealtad de sus tíos. A la muerte de Titañe, los tíos de Sunta se rebelaron, sin embargo su insurgencia fue derrotada rápida y decisivamente por Sunta, asegurando así su dominio total sobre la isla, tal y como su padre había dispuesto.
Tuvo con una mujer desconocida a un hijo que pasaría a la historia como Tinerfe, quien habría de ser el último mencey de toda la isla, pues a la muerte de este sus hijos se repartieron la isla en los nueve menceyatos que todavía existían en tiempos de la llegada a Añazo de Alonso Fernández de Lugo.